# Aeroportul Big Trout Lake
Aeroportul Big Trout Lake (IATA: YTL, ICAO: CYTL) este un aeroport din Ontario, Canada.
Situat la o altitudine de 223 m, aeroportul dispune de o singură pistă. Este operat de Government of Ontario⁠(d).